# Sansana
Sansana (hebrejsky סנסנה, doslova „Palmový strom“ – podle biblického citátu z Písně písní 7,9 – „Vystoupím na palmu, abych se zmocnil plodů“ a také podle biblického města Sansana zmiňovaného v Knize Jozue 15,31) je izraelská osada a vesnice typu společná osada (jišuv kehilati) zčásti ležící na Západním břehu Jordánu v distriktu Judea a Samaří a v Oblastní radě Har Chevron.

## Geografie
Nachází se v nadmořské výšce cca 520 metrů v jihozápadní části Judska a Judských hor respektive na pomezí jižní části Judských hor nazývané Hebronské hory (Har Chevron) a Negevské pouště. Sansana leží cca 26 kilometrů jihozápadně od centra Hebronu, cca 55 kilometrů jihozápadně od historického jádra Jeruzalému a cca 80 kilometrů jihovýchodně od centra Tel Avivu. Vesnice je oddělena od dopravní sítě Západního břehu Jordánu a je komunikačně orientována výlučně na jižní Izrael, prostřednictvím místní silnice číslo 358 a silnice číslo 60.
Leží přímo na Zelené linii oddělující Západní břeh Jordánu od Izraele v jeho mezinárodně uznávaných hranicích, přičemž ale většina vlastního zastavěného území leží již za touto linií. Na severu a východě leží rozptýlené palestinské osídlení místních Beduínů, na jihu vesnice sousedí s rozsáhlým lesním komplexem Sansana, který se táhne v délce 3,5 kilometrů jižním směrem.

## Dějiny
Sansana leží z větší části na Západním břehu Jordánu, jehož osidlování bylo zahájeno Izraelem po jeho dobytí izraelskou armádou, tedy po roce 1967. V roce 1996 na tomto místě vyrostla osada typu Nachal tedy kombinace vojenského a civilního osídlení. Původně se tu plánovalo usazení skupiny chasidů, ale z tohoto záměru sešlo. Až 21. dubna 1999 byla osada proměněna na ryze civilní obec, když se tu usadily dvě rodiny a několik dalších jednotlivců. Během několika měsíců dorazilo dvanáct dalších rodin. V roce 2001 byla dokončena příjezdová komunikace do osady. V roce 2005 začala výstavba zděných domů. Vesnice vznikla s přispěním programu Blueprint Negev financovaného Židovským národním fondem, zaměřeného na posílení demografické a ekonomické základny Negevu.
V Sansaně je k dispozici zařízení předškolní péče o děti, synagoga a mikve. Obchod a zdravotní středisko jsou v sousedních obcích, zejména ve městě Mejtar.
Sansana byla po svém vzniku oficiálně přičleněna do správních hranic nedaleké osady Eškolot, za jejíž součást byla administrativně dlouho považována, třebaže šlo o fakticky nezávislou obec, se samostatným zastoupením v Oblastní radě Har Chevron. Územní plán obce předpokládá výhledovou kapacitu výstavby až 401 bytových jednotek. Územní plán byl schválen v roce 2009. V dubnu 2012 rozhodla izraelská vláda legalizovat tuto osadu, respektive změnit její status na administrativně a samosprávně uznávanou samostatnou obec. V roce 2013 pak byla Sansana již evidována jako samostatná obec.
Počátkem 21. století byla Sansana pro svou polohu na okraji Západního břehu Jordánu na rozdíl od většiny sídel v Oblastní radě Har Chevron zahrnuta do Izraelské bezpečnostní bariéry. Dle stavu k roku 2008 již byla tato bariéra, která vesnici oddělila od palestinských oblastí Západního břehu Jordánu, postavena. Během Druhé intifády nedošlo v obci k vážnějším teroristickým útokům.

## Demografie
Obyvatelstvo Sansany je v databázi rady Ješa popisováno jako nábožensky založené. Jde o menší sídlo vesnického typu. Databáze Ješa zde k 31. prosinci 2007 uváděla 268 obyvatel. Podle údajů z roku 2014 tvořili naprostou většinu obyvatel v Sansaně Židé (včetně statistické kategorie "ostatní", která zahrnuje nearabské obyvatele židovského původu ale bez formální příslušnosti k židovskému náboženství).
Jde o menší obec vesnického typu. K 31. prosinci 2014 zde žilo 284 lidí. Během roku 2014 populace stoupla o 15,9 %. Populace vesnice je mimořádně mladá. K roku 2013 obec patřila mezi 10 venkovských sídel v Izraeli s nejvyšším podílem obyvatelstva ve věku do 17 let (64,8 % z celkové populace obce).
| Rok            | 2012 | 2013 | 2014 |
| -------------- | ---- | ---- | ---- |
| Počet obyvatel | 189  | 245  | 284  |